# Gigante di Cardiff

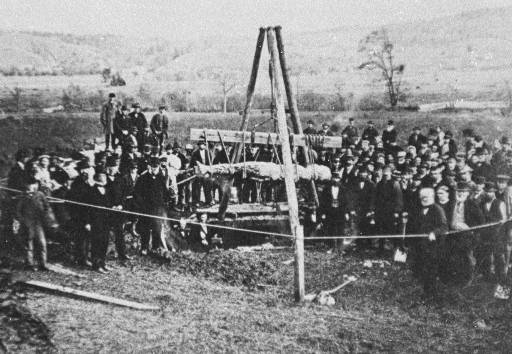
Il gigante di Cardiff esumato nell'ottobre 1869

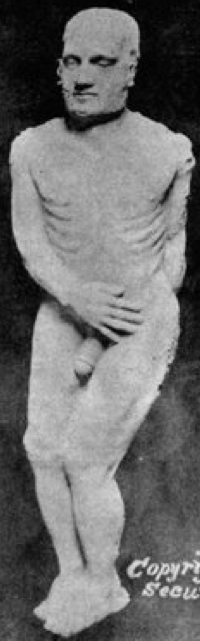
Il gigante di Cardiff in mostra a Bastable, Syracuse, NY nel 1869.

Il gigante di Cardiff fu una delle più famose bufale della storia degli Stati Uniti d'America. Venne descritto come un uomo pietrificato, alto tre metri, scoperto il 16 ottobre 1869 da parte di alcuni lavoratori che stavano scavando un pozzo dietro il fienile di William C. "Stub" Newell a Cardiff, nello Stato di New York. Sia l'originale, sia una copia non autorizzata, fatta da Phineas Taylor Barnum, sono ancora oggi in mostra.

## Storia

### Creazione e scoperta
Il gigante fu opera di George Hull, un tabaccaio di New York. George, che era ateo, decise di creare il gigante dopo una discussione avvenuta in una riunione metodista sul brano della Genesi 6.4 che narrava dell'esistenza di giganti che un tempo vivevano sulla Terra. L'idea dell'uomo pietrificato non fu comunque originale di Hull. Nel 1858 il quotidiano Alta California aveva pubblicato una lettera falsa nella quale si sosteneva che un cercatore era rimasto pietrificato quando aveva bevuto un liquido contenuto all'interno di un geode.
Alcuni giornali avevano pubblicato anche altre storie di persone in apparenza pietrificate. Hull chiese ad alcuni operai di Fort Dodge nello Iowa di ritagliare un blocco di gesso lungo 3,2 m dicendo loro che era destinato ad un monumento ad Abramo Lincoln a New York. Fece spedire il blocco a Chicago, dove assunse Edward Burghardt, uno scalpellino tedesco, per scolpire l'immagine di un uomo, facendogli giurare di mantenere il segreto.
Vennero usati acidi e altre tecniche per trasformare la statua in modo che apparisse vecchia e dissotterrata, e la superficie del gigante fu colpita con aghi di acciaio per simulare i pori. Nel mese di novembre 1868 il gigante Hull, trasportato per ferrovia, giunse alla fattoria di William Newell, suo cugino. A quel punto, aveva già speso 2600 dollari per confezionare la bufala. Quasi un anno dopo, Newell assunse Gideon Emmons e Henry Nichols, fingendo di voler scavare un pozzo. Il 16 ottobre 1869 si disse che venne trovato il gigante. Uno degli operai che fecero la scoperta, esclamò: "Un vecchio indiano venne sepolto qui!".

### Esposizione fraudolenta
Newell mise il gigante sotto una tenda e iniziò a far pagare 25 centesimi di dollaro a chi voleva vederlo. Due giorni dopo raddoppiò il prezzo a mezzo dollaro alla gente che accorreva sui carri. Molti archeologi dissero che il gigante era un falso, e alcuni geologi notarono che non vi era alcuna buona ragione per cercare di scavare un pozzo nel punto esatto in cui il gigante era stato trovato. Othniel C. Marsh, paleontologo di Yale, lo definì "una grande bufala". Alcuni fondamentalisti cristiani e predicatori, invece, ne difesero l'autenticità.
A quel punto Hull cedette la sua parte per 23.000 dollari (pari a circa 423.000 nel 2013) a un consorzio di cinque uomini guidati da David Hannum. Questi spostarono la statua a Syracuse, per metterla in mostra. Il gigante attirava le folle in modo tale che l'uomo di spettacolo P. T. Barnum offrì 50.000 dollari per il gigante. Quando il consorzio rifiutò l'offerta, Barnum assunse un uomo per modellare la forma del gigante in cera e creare una copia in gesso che mise in mostra a New York, affermando che il suo era il vero gigante, e che il gigante di Cardiff era un falso.
Non appena i giornali riportarono la versione di Barnum, David Hannum disse che "nasce un babbeo ogni minuto", riferendosi agli ingressi a pagamento per vedere il gigante di Barnum. Nel corso del tempo, la citazione è stata attribuita erroneamente allo stesso Barnum. Hannum citò in giudizio Barnum, dicendo che il suo gigante era un falso, ma il giudice gli disse di portare il suo gigante in aula e farlo giurare sulla sua autenticità se voleva un provvedimento favorevole. Il 10 dicembre Hull confessò l'imbroglio alla stampa. Il 2 febbraio 1870 entrambi i giganti vennero dichiarati un falso in tribunale.
Il giudice stabilì che Barnum non poteva comunque essere citato in giudizio. Il gigante di Cardiff apparve nel 1901 alla Pan-American Exposition, ma non richiamò molta attenzione. Un editore dello Iowa lo acquistò in seguito per adornare la sua tavernetta utilizzandolo come tavolino da caffè. Nel 1947 lo vendette al Farmers' Museum di Cooperstown, dove è ancora in mostra. Il proprietario del Marvin's Marvelous Mechanical Museum, museo di antichità di Farmington Hills, ha dichiarato che la copia in esposizione è quella di Barnum.

## Imitatori
Il gigante di Cardiff ha ispirato numerose altre bufale:
- nel 1876, a Beulah, fu ritrovato il Solid Muldoon (sorta di uomo pietrificato), che fu esposto dietro il pagamento di 50 centesimi a biglietto. Circolò anche una voce secondo cui Barnum si era offerto di acquistarlo per 20.000 dollari. Un operaio, in seguito, rivelò che anche questa era una creazione di George Hull, aiutato da Willian Conant. Il Solid Muldoon era fatto di argilla, ossa dissotterrate, carne, polvere di roccia e gesso.
- Nel 1877 il proprietario del Taughannock House Hotel di Cayuga Lake, nello stato di New York, assunse alcuni operai per creare un falso uomo pietrificato e lo fece interrare dove stavano scavando per ampliare la struttura. Uno degli uomini che avevano sepolto il gigante in seguito rivelò la verità quando era ubriaco.
- Nel 1892 Jefferson "Soapy" Smith, de facto a capo della città di Creede, acquistò un uomo pietrificato per 3000 dollari e lo mise in esposizione per 10 centesimi a persona. I profitti di Soapy non vennero dall'esposizione di "McGinty", come era chiamato l'uomo pietrificato, ma piuttosto da alcune attrazioni, come il gioco della conchiglia creato per intrattenere le folle che aspettavano in fila. Questo era un vero corpo umano, intenzionalmente iniettato con sostanze chimiche per la conservazione e la pietrificazione. Soapy espose McGinty dal 1892 al 1895 facendolo girare per tutto il Colorado e nel nord-ovest degli Stati Uniti.
- Nel 1897 un uomo pietrificato venne ritrovato lungo il fiume nelle vicinanze di Fort Benton. Si disse fosse l'ex governatore territoriale e generale della guerra civile americana Thomas Francis Meagher, il quale era annegato nel fiume Missouri nel 1867. L'uomo fu esposto in tutto il Montana come una meraviglia e successivamente anche a New York e Chicago.[8]

## Cultura di massa

### A Ghost Story- Mark Twain
La burla del gigante di Cardiff ispirò anche Mark Twain, che nel 1870 scrisse "A Ghost Story", in cui il fantasma del gigante di Cardiff appare in un vecchio palazzo di Broadway, chiedendo di essere risepolto. Nella storia, il gigante è così confuso che persegue persino la copia di se stesso esposta da Barnum.

### The True Origin of the Cardiff Giant- Lyman Frank Baum
Nel 1871, Lyman Frank Baum pubblicò un poema intitolato "The True Origin of the Cardiff Giant" nel suo giornale personale, The Rose Lawn Home Journal, vol. 1, numero 3. La famiglia Baum, originaria di Chittenango, New York, si distingueva per le sue attività imprenditoriali, incluso il successo nel settore petrolifero. Lyman Frank, noto anche come Frank, mostrò fin da giovane un interesse per la stampa e la scrittura, fondando il Rose Lawn Home Journal insieme al fratello Harry. In questo giornale, pubblicarono diversi articoli, tra cui la storia "The True Origin of the Cardiff Giant", che narrava del ritrovamento di una presunta statua gigante sepolta in una fattoria vicino a Cardiff, New York. Tuttavia, la statua si rivelò in seguito essere un falso. 

### Il soprannome di George Auger
George Auger, noto come il "Gigante di Cardiff", è stato una figura di grande rilievo nel mondo dello spettacolo. Il suo soprannome derivava dalla sua straordinaria statura, che lo rese famoso nelle esibizioni circensi e teatrali. Originario del Galles, Auger raggiunse presto la celebrità grazie alla sua altezza eccezionale. Il suo coinvolgimento nel circo Barnum and Bailey lo portò a essere conosciuto in tutto il mondo come il "Gigante di Cardiff", un titolo che lo accompagnò per tutta la vita. Nonostante la sua scomparsa prematura, il suo nome rimane legato all'immagine del colosso gallese che ha affascinato il pubblico con la sua presenza imponente.

### "Out of the Aeons"- La novella di Howard Phillips Lovecraft
La novella di Howard Phillips Lovecraft, "Out of the Aeons", ambientata nel Cabot Museum of Archaeology di Boston, Massachusetts, presenta la figura del gigante di Cardiff. Nella storia, questo gigante non è una creazione della natura o della storia umana, ma una reliquia di un'antica civiltà dimenticata.
A differenza delle vere mummie esposte nel museo, il gigante di Cardiff non ha mai raggiunto la popolarità del suo omonimo, il "Cardiff Giant". La politica di discrezione del museo ha impedito che ciò accadesse, sebbene la figura abbia acquisito una certa fama tra i pochi esperti che frequentavano l'istituzione.
Nel mondo accademico, i tentativi di classificare questa figura sono stati numerosi ma senza successo.  Il suo significato e la sua origine rimanevano sconosciuti. 

### La scultura di Ty Marshal
Nel 2011, in occasione del 142º anniversario della scoperta del gigante di Cardiff, l'artista Ty Marshal realizzò una copia a dimensioni reali di questa famosa burla. La sua scultura fu svelata al Lipe Art Park di Syracuse, New York, come parte di un progetto volto a riscoprire una delle leggende locali di Syracuse.
Il Cardiff Giant originale, creato da George Hull nel 1868, era una scultura di un uomo di circa tre metri trovata a Cardiff, un piccolo borgo nella città di LaFayette. 
Per il suo progetto, Marshal raccolse fondi da oltre 100 contributori individuali e numerose organizzazioni locali. La costruzione della scultura, che richiese due mesi, coinvolse una struttura in legno, una rete metallica, pietra artificiale (hypertufa) e cemento Portland. La scultura rimase esposta al Lipe Art Park fino al 23 ottobre, per poi essere trasportata su un carro trainato da cavalli fino all'Atrium del City Hall Commons, dove rimase fino al 31 ottobre. Successivamente, la scultura intraprese un breve tour nel nord dello Stato di New York, con Schenectady come probabile prima tappa.
L'inaugurazione della scultura di Marshal rievocò atmosfere del passato, con volontari vestiti in abiti autentici dell'800. Marshal sottolineò come questo progetto riflettesse la vitalità della comunità artistica di Syracuse, capace di sostenere e realizzare progetti di grande portata.

### "Cardiff Giant"- brano della band "mewithoutYou"
L'album Ten Stories della band indie rock americana mewithoutYou include una traccia intitolata "Cardiff Giant". Pubblicato nel 2012, Ten Stories è un concept album che narra una serie di racconti immaginari e surreali, incentrati su un incidente ferroviario avvenuto nel 19º secolo e sui vari animali che viaggiano a bordo del treno. La canzone "Cardiff Giant" si ispira alla famosa burla del gigante di Cardiff, una delle truffe più celebri nella storia americana, creata da George Hull nel 1869.

### Il gigante di Cardiff inBuick 8- Stephen King
La storia del gigante di Cardiff viene citata nel romanzo di Stephen King "Buick 8" come un esempio emblematico dei danni che possono derivare dalla diffusione delle "fake news", anche quando queste sono costruite ad arte e successivamente smascherate. La vicenda del gigante di Cardiff, un falso colossale orchestrato da George Hull nel 1869, è utilizzata nel romanzo per illustrare come le notizie false possano persistere nella memoria collettiva e continuare a ingannare e influenzare le persone nonostante la loro comprovata falsità.

### Il gigante di Cardiff in"I cercatori di ossa"- Michael Crichton
Nel romanzo postumo di Michael Crichton, "I cercatori di ossa" (2017), il "gigante di Cardiff" viene menzionato come parte integrante della trama. In questo libro, il merito di averne svelato la falsità viene attribuito al personaggio fittizio del paleontologo Othaniel C. Marsh, uno dei protagonisti. La narrazione si svolge durante il periodo delle "Bone Wars" del XIX secolo, un'epoca caratterizzata da intensa competizione tra paleontologi per la scoperta di fossili.
La figura di Othaniel C. Marsh nel romanzo rappresenta un'interpretazione romanzata di eventi storici reali. Nella realtà, il gigante di Cardiff fu un celebre falso creato da George Hull nel 1869, presentato come una scultura di un uomo gigantesco. Questo falso fu inizialmente scoperto nel villaggio di Cardiff, New York, e creduto da molti come un uomo pietrificato o un'antica statua. Nel contesto del romanzo di Crichton, il personaggio di Marsh viene descritto come il brillante paleontologo che smaschera l'inganno.